# Мосьпаново
Мосьпа́ново либо Моспа́ново (укр. Мосьпанове) — село, 
Мосьпановский сельский совет,
Чугуевский район,
Харьковская область.
Код КОАТУУ — 6325485501. Население по переписи 2001 года составляет 1050 (484/566 м/ж) человек.
Является административным центром Мосьпановского сельского совета, в который не входят другие населённые пункты.

## Географическое положение
Село Мосьпаново находится у истоков реки Крайняя Балаклейка на берегах оврагов Бураков и Попадин; 
ниже по течению на расстоянии в 3 км расположено село Яворское (Балаклейский район).
Село вытянуто вдоль реки на 9 км,
по нему протекают многочисленные ручьи с запрудами.
В 2-х км расположено село Волчий Яр (Балаклейский район).

## История
- 1830 — дата первого упоминания[1]. Село было так названо, поскольку первоначально крепостные имели русского (московского) владельца (пана).
- В середине 19 века в Моспаново были православная церковь и 16 ветряных мельниц.[2]
- В 1993 году в селе Моспаново работали колхоз «Украина», аптека, больница, детский сад, клуб, торг, школа, сельский Совет.[3]

## Экономика
- Молочно-товарная ферма.
- Кирпичный завод. Разрушен в 2003 г.
- Птицефабрика.Разрушена в 2001 г.
- Мельница.
- Маслобойня.
- ОАО « Мосьпановское».
- ЧП «Скиф».

## Объекты социальной сферы
- Детский сад.
- Школа.
- Дом культуры.
- Больница.
- Маркет.

## Достопримечательности
- Братская могила советских воинов и памятный знак воинам-односельчанам. Похоронено 79 воинов.
- Могила Маслова Г. С., старшего лейтенанта. 1943 г.